# Primera División de Gibraltar 2014-15
La Temporada 2014/15 (conocida como la División de Seguros Premier Argus por razones de patrocinio) fue la edición 112 de la Gibraltar Football League, desde su creación - el más alto nivel del fútbol en Gibraltar. La liga se amplió esta temporada, y fue disputada por ocho clubes, un requisito para la entrada en la competiciones UEFA.  La temporada comenzó el 16 de octubre de 2014.

## Equipos
Después de la temporada 2013-14, Gibraltar Phoenix fueron relegados de la Liga y sin registrarse un solo punto. Britannia XI FC fueron ascendidos como campeones de la Segunda División de Gibraltar.

### Ascensos y descensos
| Zona | Descendidos del Football League 2013–14 |
| ---- | --------------------------------------- |
| 8°   | Gibraltar Phoenix                       |

| Posición | Ascendidos del Second Division 2013/14 |
| -------- | -------------------------------------- |
| Campeón  | Britannia XI FC                        |

### Distribución geográfica
| \| Club \| Posición Anterior 2013–14 \| \| ---------------- \| ------------------------- \| \| College Europa \| 4° \| \| Britannia XI FC \| 1° (2² Div. ascenso) \| \| Glacis United \| 5° \| \| Lincoln Red Imps \| 1° (campeón) \| \| Lions Gibraltar \| 6° \| \| Lynx \| 3° \| \| Mánchester 62 \| 2° \| \| FC St. Joseph's \| 7° \| | Britannia XI FC · College Europa · Glacis United · Lincoln · Lions Gibraltar · Lynx · Manchester 62 · FC St. Joseph's Localización equipos Gibraltar Football League 2014/15 |
| Club | Posición Anterior 2013–14 |
| College Europa | 4° |
| Britannia XI FC | 1° (2² Div. ascenso) |
| Glacis United | 5° |
| Lincoln Red Imps | 1° (campeón) |
| Lions Gibraltar | 6° |
| Lynx | 3° |
| Mánchester 62 | 2° |
| FC St. Joseph's | 7° |

### El Personal y los Kits
| Club             | Entrenador              | Capitán       | Fabricante | Patrocinador            |
| ---------------- | ----------------------- | ------------- | ---------- | ----------------------- |
| College Europa   | José Requena            | Montovio      | Nike       | Cáncer Alivio Gibraltar |
| Britannia XI FC  | Juan Luis Pérez Herrera | James Watson  | Adidas     | O'Reillys English Pub   |
| Glacis United    | Javier Sánchez Alfaro   | Al Greene     | Nike       |                         |
| Lincoln Red Imps | Raúl Procopio           | Roy Chipolina | Joma       | OSG Security            |
| Lions Gibraltar  | Jeff Wood (futbolista)  | Jansen Dalli  | Errea      | Mitsubishi              |
| Lynx             | Albert Parody           | Javan Parody  | Adidas     | Trends                  |
| Mánchester 62    | Aaron Asquez            | Matt Reoch    | Joma       | CEPSA GIB               |
| FC St. Joseph's  | Jerry Aguilera          | Kaaron Macedo | Adidas     | Bonmilk                 |

Nota: Los indicadores indican la selección nacional como se ha definido en la FIFA reglas de elegibilidad. Los jugadores pueden tener más de una nacionalidad no la FIFA.

## Tabla Acumulada
|                                      | Pos. | Equipo           | PJ | PG | PE | PP | GF | GC | Dif. | Pts. |
| ------------------------------------ | ---- | ---------------- | -- | -- | -- | -- | -- | -- | ---- | ---- |
| Liga de Campeones de la UEFA 2015/16 | 1º   | Lincoln Red Imps | 21 | 19 | 1  | 1  | 80 | 12 | +68  | 58   |
|                                      | 2º   | College Europa   | 21 | 12 | 6  | 3  | 42 | 14 | +28  | 42   |
|                                      | 3º   | Lynx             | 21 | 10 | 8  | 3  | 36 | 18 | +18  | 38   |
|                                      | 4º   | St. Joseph's     | 21 | 12 | 2  | 7  | 36 | 18 | +18  | 38   |
|                                      | 5º   | Mánchester 62    | 21 | 7  | 6  | 8  | 22 | 25 | -3   | 27   |
|                                      | 6º   | Glacis United    | 21 | 4  | 3  | 14 | 14 | 50 | -36  | 15   |
|                                      | 7º   | Britannia Xi     | 21 | 2  | 3  | 16 | 13 | 67 | -54  | 9    |
|                                      | 8º   | Gibraltar Lions  | 21 | 1  | 5  | 15 | 9  | 48 | -39  | 8    |

|  | Clasificado a la Liga de Campeones 2015-16     |
|  | Clasificado a la UEFA Europa League 2015-2016. |

### Resultados (1-14)
Se disputarán 14 fechas en el Estadio Victoria.
|                 | BRI | COL | GLA | LIN | LIO | LYN | MAN | STJ |
| Britannia XI    |     | 0:9 | 1:2 | 0:2 | 1:3 | 0:3 | 0:1 | 1:2 |
| College Europa  | 0:0 |     | 6:0 | 2:2 | 3:0 | 1:0 | 0:0 | 2:0 |
| Glacis United   | 1:1 | 0:1 |     | 0:1 | 0:0 | 1:3 | 0:1 | 1:5 |
| Lincoln         | 7:0 | 3:0 | 6:1 |     | 4:0 | 0:1 | 2:1 | 2:0 |
| Lions Gibraltar | 1:1 | 0:2 | 1:2 | 0:3 |     | 1:1 | 0:1 | 0:2 |
| Lynx            | 2:1 | 1:1 | 4:0 | 1:6 | 0:0 |     | 1:1 | 0:0 |
| Manchester 62   | 5:2 | 1:1 | 1:2 | 1:3 | 4:0 | 0:1 |     | 0:0 |
| St. Joseph's    | 4:0 | 0:1 | 4:0 | 2:4 | 4:0 | 1:2 | 2:0 |     |

### Resultados (15-21)
|                 | BRI | COL | GLA | LIN | LIO | LYN | MAN | STJ |
| Britannia XI    |     | 0_5 |     | 0:7 |     | 0:8 |     | 1:2 |
| College Europa  |     |     | 2:1 |     | 3:0 | 0:0 | 3:0 |     |
| Glacis United   | 0:1 |     |     | 0:4 |     |     |     | 0:2 |
| Lincoln         |     | 5:0 |     |     |     | 4:1 | 4:1 | 2:1 |
| Lions Gibraltar | 1:2 |     | 0:9 | 0:2 |     |     |     |     |
| Lynx            |     |     | 5:0 |     | 1:1 |     |     | 1:0 |
| Manchester 62   | 2:1 |     | 1:1 |     | 1:0 | 0:0 |     |     |
| St. Joseph's    |     | 1:0 |     |     | 2:1 |     | 2:0 |     |

### Play-Off de descenso
Finalmente no hubo play-off debido a que la temporada 2015/16 el número de equipos en la Gibraltar Football League se ampliará de ocho a diez.

## Goleadores
Detalle de los máximos goleadores de la Gibraltar Football League de acuerdo con los datos oficiales de la Asociación de Fútbol de Gibraltar.
- Datos oficiales según la página web oficial (en UEFA.com)

| Jugador           | Equipo           | Goles |
| ----------------- | ---------------- | ----- |
| Lee Casciaro      | Lincoln Red Imps | 20    |
| Cristian Toncheff | College Europa   | 14    |
| Liam Walker       | Lincoln Red Imps | 13    |
| Joseph Chipolina  | Lincoln Red Imps | 13    |
| José Luis Romero  | St. Joseph's     | 11    |

## Campaña Europea

### Liga de Campeones de la UEFA 2015-16
| Ronda                | Equipo Local    | Resultado | Equipo Visitante |
| -------------------- | --------------- | --------- | ---------------- |
| Primera ronda previa | Lincoln FC      | 0:0       | FC Santa Coloma  |
| Primera ronda previa | FC Santa Coloma | 1:2       | Lincoln FC       |
|                      |                 |           |                  |
| Segunda ronda previa | FC Midtjylland  | 1:0       | Lincoln FC       |
| Segunda ronda previa | Lincoln FC      | 0:2       | FC Midtjylland   |

### Liga Europea de la UEFA 2015-16
| Ronda                | Equipo Local      | Resultado | Equipo Visitante  |
| -------------------- | ----------------- | --------- | ----------------- |
| Primera ronda previa | Europa FC         | 0:6       | Slovan Bratislava |
| Primera ronda previa | Slovan Bratislava | 3:0       | Europa FC         |